# Rosendo María Fraga
Rosendo María Fraga (Buenos Aires, 1 de marzo de 1812 – 1871) fue un militar, estanciero y político argentino, que ejerció como gobernador de la provincia de Santa Fe entre 1858 y 1860.

## Biografía
Nacido en Buenos Aires e hijo de un inmigrante, se enroló tempranamente en el Ejército Federal para combatir en las guerras civiles argentinas. Tras participar en la batalla de Arroyo Grande, en 1845 fue encargado por Juan Manuel de Rosas de la defensa de Gualeguaychú contra José Garibaldi. Al año siguiente sería designado por el gobernador Justo José de Urquiza comandante militar de dicha ciudad, cargo que incluía responsabilidades gubernamentales. Construyó edificios públicos y pavimentó y terraplenó muchas cuadras de calles.
Apoyó el pronunciamiento de Urquiza contra Rosas, y a sus órdenes se incorporó al Ejército Grande, en el cual participó en la campañas del Uruguay y de la batalla de Caseros.
Fraga, de profundas ideas federales, se identificó con Urquiza en la tarea de organizar política y administrativamente el país.
Al convertirse Urquiza en presidente de la Confederación Argentina, Fraga fue designado, en el mes de mayo de 1854, juez de policía de los departamentos santafesinos La Capital, San Jerónimo y San José, cargo que ejerció hasta 1856.
Un año después Urquiza lo ascendió al grado de coronel, para más tarde nombrarlo jefe del estado mayor de Santa Fe. Durante algún tiempo fue gobernador delegado del titular, Juan Pablo López. El 19 de noviembre de 1858, debido a la renuncia de López, asumió el Poder Ejecutivo santafesino provisorio hasta el 30 de agosto de 1859, en que fue designado gobernador titular.
Entre sus logros como gobernador se encuentran la creación de la Municipalidad de Rosario el 12 de febrero de 1860. Además, el 11 de agosto del mismo año, emitió un decreto creando una comisión médica en Rosario con los deberes y atribuciones del protomedicato, nombrando miembros a consagrados profesionales de entonces, como Francisco Rodríguez Amoedo, José Olguín y Marcelino Freyre.
Durante su gobierno se creó la Municipalidad de Rosario que había sido declarada ciudad en 1854 pero que a pesar de los años transcurridos aún no había sido organizada política y administrativamente.
El general López —antecesor de Fraga— comenzó a conspirar en Rosario contra su antiguo colaborador. El 31 de mayo de 1860, el mandatario mandó arrestar al perturbador general, quien luego sería conducido a Paraná, donde quedó detenido en una casa particular. Sus partidarios lanzaron un manifiesto en el que acusaban al gobernador de haber fraguado el complot para encarcelarlo.
Después de tres años de tomar medidas lesivas en una ciudad recién nacida, una provincia sumergida en convulsiones, y advirtiendo profundos cambios en el escenario nacional, cansado y enfermo, presentó su renuncia el 11 de noviembre de 1860, siendo designado para completar ese período constitucional su ministro general de gobierno, Pascual Rosas.
El presidente Santiago Derqui lo nombró comandante de las fronteras sur y norte de la provincia de Santa Fe y lo ascendió al grado de general. Al conocer la noticia de la retirada de Urquiza en la batalla de Pavón, se trasladó a Buenos Aires, donde se dedicó a la agricultura.
Falleció en Buenos Aires en septiembre de 1871.
Su hijo, también llamado Rosendo Fraga, llegó a ser ministro de guerra de la Nación, también con el grado de general.